# Ricardo Blasco Laguna
Ricardo Blasco Laguna (Valencia, 30 de abril de 1921 - Madrid, 8 de febrero de 1994) fue un escritor, director y guionista de cine español.

## Biografía y obra
Ricardo Blasco Laguna, descenciente del novelista valenciano Blasco Ibáñez, hizo su formación escolar en la capital valenciana y llegó a iniciar estudios de Filosofía y Letras, que interrumpiría con la guerra civil española. Durante la contienda publicó su primera poemario Elegia a un mort (1937).
A partir de la década de 1960 colaboró en revistas literarias como Corcel, L'Espill, Caplletra, Cairell, L'Aiguadolç, Estudis Romànics, Revista de Catalunya, Serra d'Or, y en diarios como Avui y el Diario de Valencia. Asimismo, participó en la elaboración de la Gran Enciclopedia de la Región Valenciana, aparecida en 1973.
Su carrera cinematogràfica comenzó como lector de guiones para la productora Cifesa, pasando luego a ser adjunto de dirección de Luis Lucia Mingarro. Aparece luego codirigiendo la producción hispano-francesa "Noches andaluzas" (Nuits andalouses, 1953) de Maurice Cloche.
Su trabajo más conocido sería Amor bajo cero (1960), al que seguirían: Armas contra la ley (1961), Autopsia de un criminal (1962), Destino: Barajas (1962), y episodios de la serie del Zorro, como Gringo/Las tres espadas del Zorro (1963) y El Zorro cabalga otra vez (1965).
También fue guionista y realizador de Televisión Española en series como Escuela de matrimonios (1964), Diego de Acevedo (1966), España siglo XX (1973), Sombras del ayer (1979) o Memorias de España (1982).
La última etapa vital se afirmó en su trabajo de historiador y ensayista en lengua valenciana.

## Obra escrita

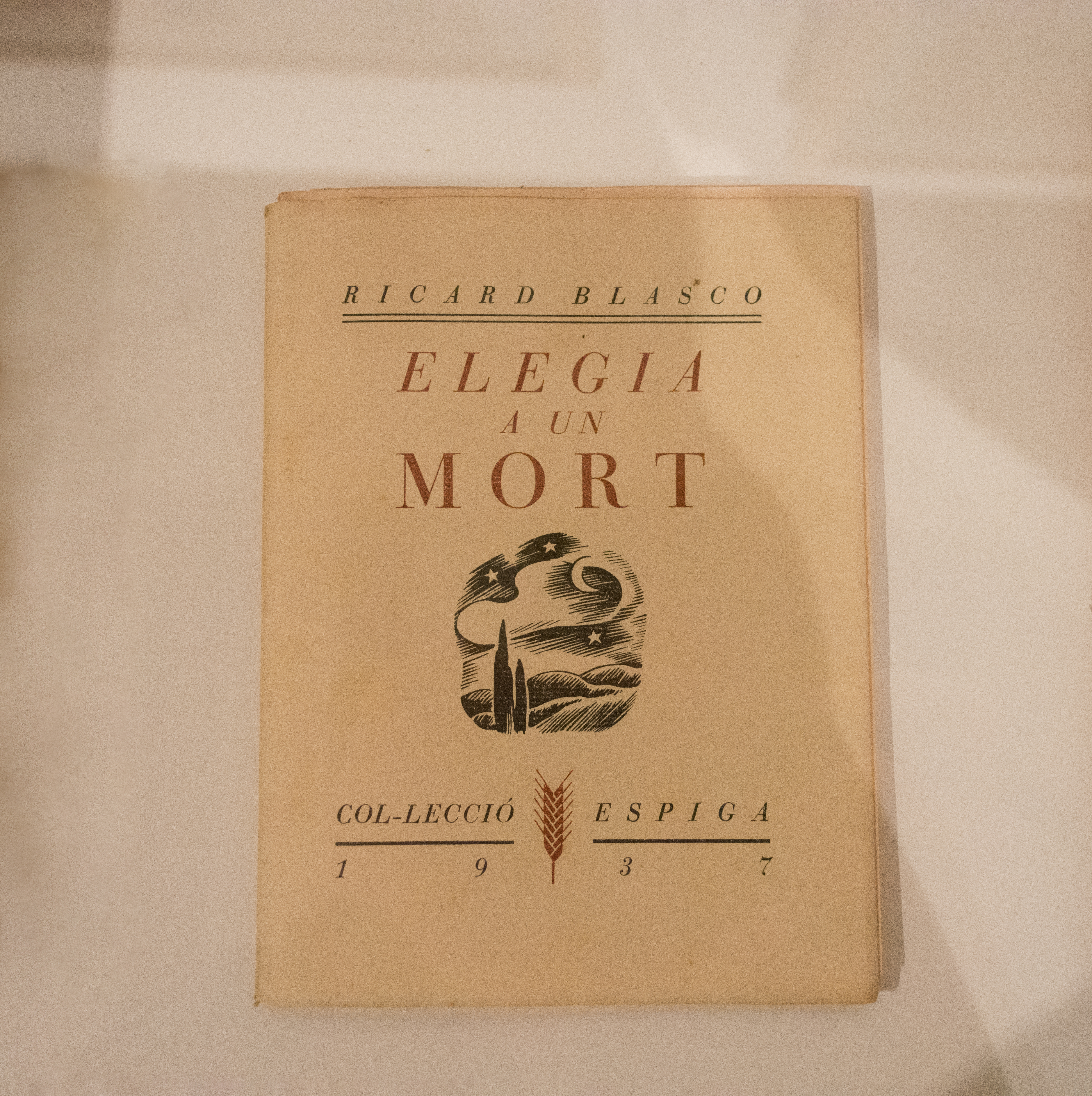
Portada de Elegia a un mort (1937).

### Poesía
- Elegia a un mort (1937)

### Ensayo
- Alteo: Un diálogo sobre poesía (1958)
- Homenage a la impremta valenciana (1974)
- Història del País Valencià (1979)
- Introducción a la historia del cine valenciano (1981)
- Sociedad y comunicación en el País Valenciano: siglos XIII al XVIII (1983)
- La política cultural en el País Valenciano (1927-1939) (1985)
- El pensamento valencianista (1868-1939). Antología (1992) (con Alfonso Cucó i Giner)

### Estudios literarios
- Los albores de la España fernandina (1969)
- Poesia política valenciana (1802-1938) (1979)
- La premsa del País Valencià (1790-1983) (1983)
- Estudis sobre la literatura del País Valencià (1859-1936) (1984)
- La insolent sàtira antiga (1985)
- Constantí Llombart y "Lo Rat Penat" (1985)
- Els valencians de la Restauració (1986)
- El teatre al País Valencià durant la guerra civil (1936-1939) (1986)

### Como guionista
- La Duquesa de Benamejí (1949)
- El sueño de Andalucía (1950)
- Gloria Mairena (1952)
- Suspiros de Triana (1955)

## Filmografía
- Amor bajo cero (1960)
- Armas contra la ley (1961)
- Autopsia de un criminal (1962).[10]
- Destino: Barajas (1962)
- Las tres espadas del Zorro (1962)
- Gringo (1964)
- El Zorro cabalga otra vez (1965).